# Mare de Déu del Roser del Verger
L'Església Parroquial de la Mare de Déu del Roser del Verger (Marina Alta) País Valencià. És un temple catòlic d'estil neoclàssic, construït al segle xviii en substitució de l'antic temple, que va quedar xicotet pel progressiu augment de població, conclòs en 1732 i situat en l'actual carrer Príncep d'Astúries. Pertany a l'Arxidiòcesi de València.
L'edifici és Bé de Rellevància Local segons la Disposició Addicional Cinquena de la Llei 5/2007, del 9 de febrer, de la Generalitat Valenciana, de modificació de la Llei 4/1998, de l'11 de juny del Patrimoni Cultural Valencià (DOCV Núm. 5.449 / 13.02.2007).

## Característiques

### Interior
L'interior del temple està rematat per una volta de canó. Al seu interior es venera la patrona de la població, la Mare de Déu del Roser, obra de l'imatger valencià Pío Mollar Franch, que des del seu cambril, presideix el retaule major (1941), de fosca i singular fusta llaurada, que substitueix el destruït en 1936; coronat a la part superior per un llenç de grans dimensions de Sant Cristòfol, recordant al primer patró de la població, el llenç és obra d'Antonio Pastor. Són 6 les capelles laterals amb els seus retaules, dedicades a la Mare de Déu dels Dolors, a Sant Lluís, Sant Roc, Sant Josep, la Immaculda Concepció i el Sagrat Cor de Jesús.
Tot el patrimoni del temple és posterior a 1936, a excepció de la talla de Sant Esteve protomàrtir, que corona la part alta del retaule de Sant Josep, i que va ser salvada de les flames per una família que la va amagar a casa seua durant la contesa civil; així com un singular llenç oval de la Mare de Déu del Carme, que va ser restaurat en 2013 i instal·lat a la part alta del cancell d'entrada a l'església.
cal destacar la custòdia major (Orfebreria València del segle XX), així com calzes, copons, encenser i naveta neogòtics, reliquiari de plata del Patriarca Sant Joan de Ribera, així com el Lignum Crucis amb el seu reliquiari d'inspiració barroca, que és a més l'emblema de la Setmana Santa.

### Exterior. Campanar
El seu campanar és un dels edificis més característics i entranyables de la població, restaurat el 1997 amb la col·laboració i els donatius dels ciutadans de la localitat. El rellotge del campanar és l'encarregat de marcar les hores, amb el característic so de la seua campana, denominada "d'hores". La Torre-Campanar posseeix 4 campanes al seu cos, la major de les quals és la denominada "Grossa" o "Mare de Déu del Roser", el pes del qual és quasi de 500 quilograms. És característic el seu "volteig general" o el "toc de descoberta", que sona únicament a la festa de la patrona.
S'accedeix al seu interior per una portalada neoclàssica de "tosca" de Xàbia llaurada, coronada per una fornícula que posseeix una imatge de pedra de la Ntra. Sra. del Roser, titular de la parròquia i patrona de la població. A la plaça de l'església, una altra capella de pedra mostra la imatge de Sant Vicent Ferrer, patró del País Valencià, que va predicar per les terres de la Marina a la fi del segle xiv, i possiblement passara per aquest municipi.

### Sant Calze del magistrat Castro
La parròquia conserva, custodiada per la seua confraria, la primera còpia del Sant Calze del Sopar, que es conserva a la Catedral de València, propietat del M.I.D. Leopoldo Castro Boy, magistrat de la població, que va ser donat a la parròquia segons les seues últimes voluntats.